# Chi Đuôi cứng
Certhia là một chi chim trong họ Certhiidae.

## Hình ảnh

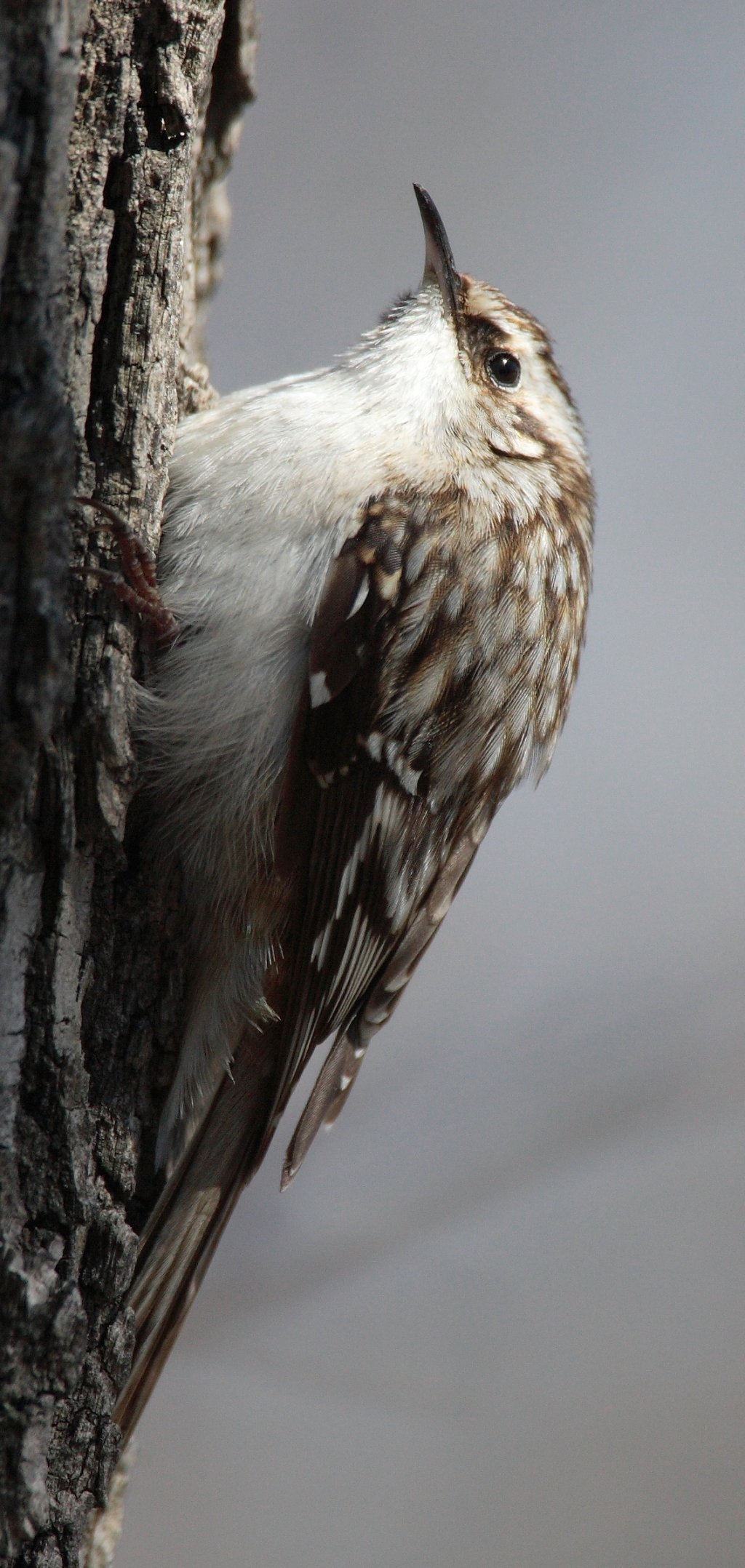
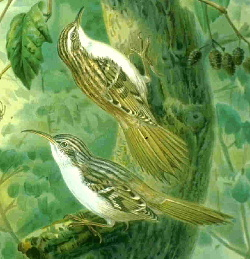
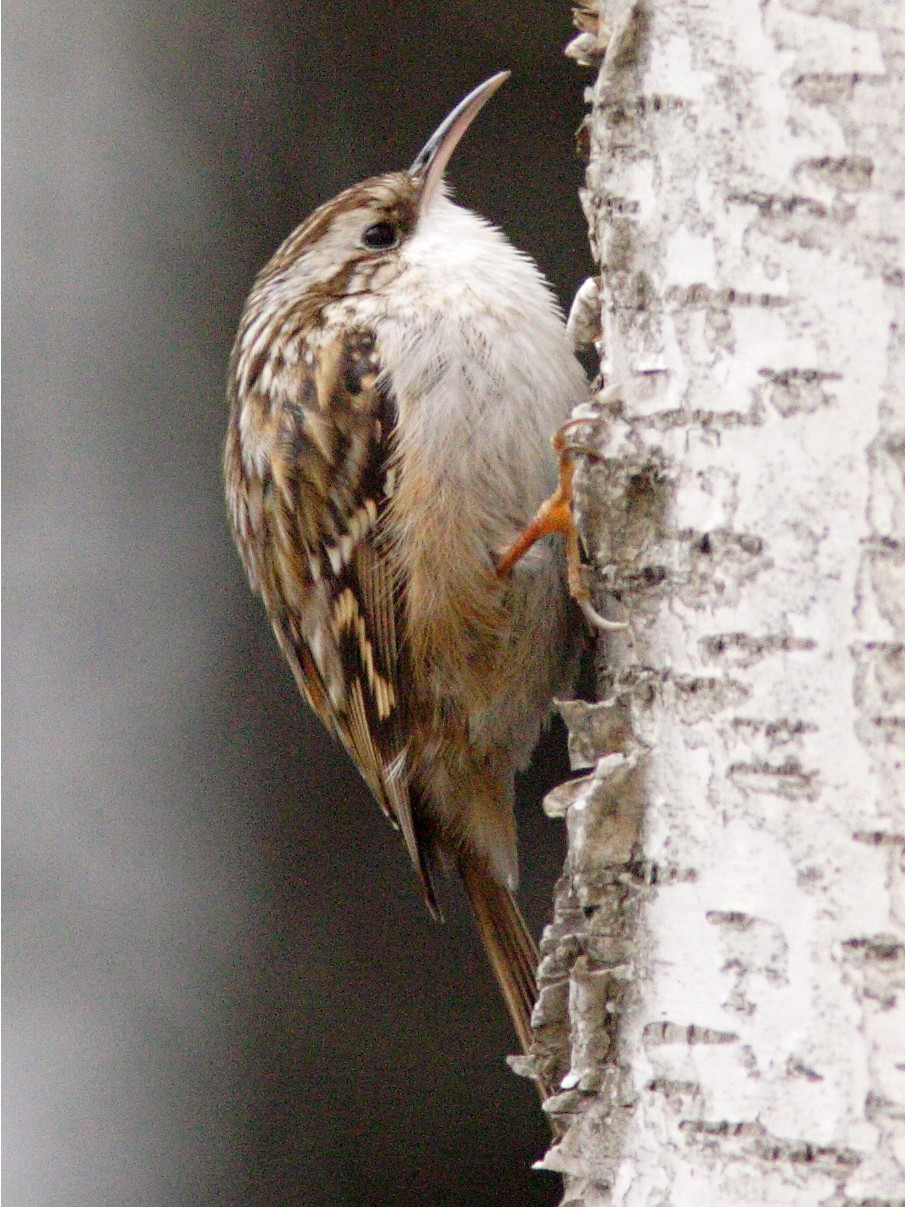
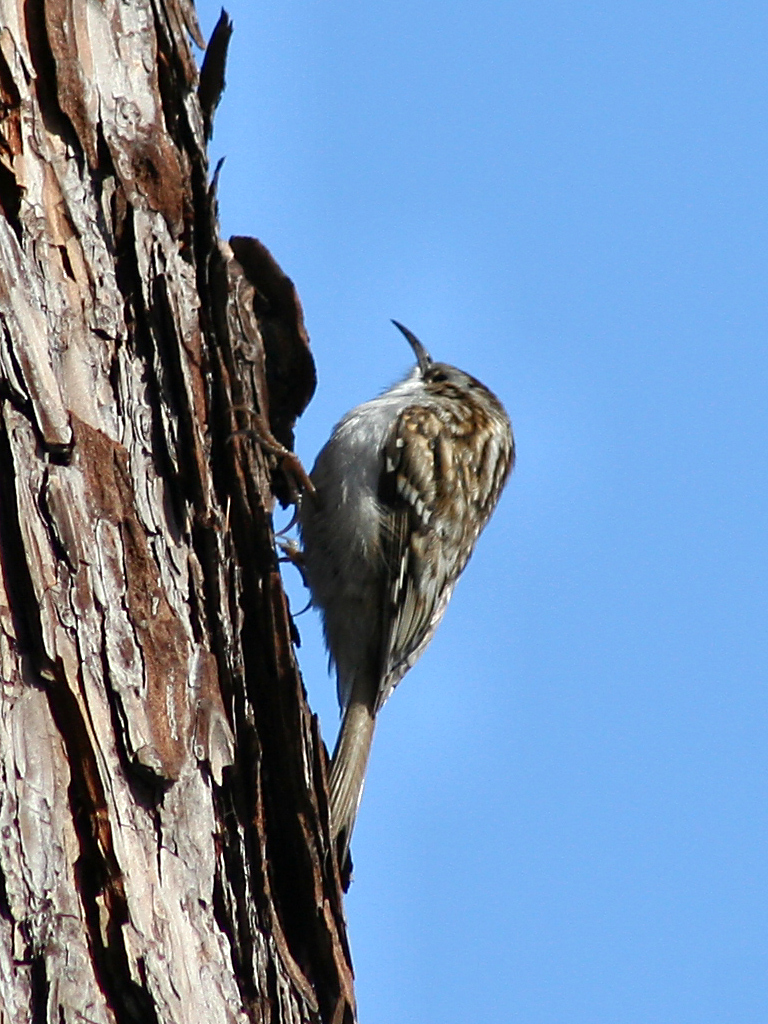

## Các loài
- Certhia americana
- Certhia brachydactyla
- Certhia familiaris
- Certhia himalayana
- Certhia nipalensis
- Certhia tianquanensis